# EP u amaterskom boksu 1955.
11. Europsko prvenstvo u amaterskom boksu 1955. se održalo od 27. svibnja - 5. lipnja 1955. u zapadnonjemačkom gradu Zapadnom Berlinu.
Boksači su se po borili za odličja u deset težinskih kategorija. Sudjelovalo je 153 boksača iz 24 države, među ostalim i Egipta i Saarlanda.
Boksači iz Poljske i SR Njemačke su osvojili po 3, a SSSR-a i Engleske po 2 naslova prvaka.
| Kategorija            | zlato                  | srebro             | bronca                               |
| muha (-51 kg)         | Edgar Basel            | Mircea Dobrescu    | Henryk Kukier Wolfgang Behrendt      |
| bantam (-54 kg)       | Zenon Stefaniuk        | Boris Stjepanov    | Daniel Hellebuyck Wolfgang Schwarz   |
| pero (-57 kg)         | Thomas Nicholls        | Aleksandr Zasušin  | Hans-Peter Mehling Pentti Hämäläinen |
| laka (-60 kg)         | Harry Kurschat         | Derviš Ali Mustafa | Ilija Lukić Pentti Rautianen         |
| poluvelter (-63,5 kg) | Leszek Drogosz         | Pál Budai          | Vladimir Jengibarijan Hans Petersen  |
| velter (-67 kg)       | Nicholas Gargano       | Hippolyte Annex    | Nicolae Linca Pavle Šovljanski       |
| polusrednja (-71 kg)  | Zbigniew Pietrzykowski | Karlos Džanerjan   | Rolf Caroli Marcel Pigou             |
| srednja (-75 kg)      | Gennadij Šatkov        | Stig Sjölin        | Dieter Wemhöner Bedřich Koutný       |
| poluteška (-81 kg)    | Erich Schöppner        | Ulrich Nitzschke   | Július Torma Ottavio Panunzi         |
| teška (+81 kg)        | Algirdas Šocikas       | Horst Winterstein  | François Magnetto Horymír Netuka     |